# Claudio Newell
Claudio Lorenzo Newell (Rosario, 26 de mayo de 1878-Rosario, 18 de octubre de 1941) fue uno de los fundadores del Club Atlético Newell's Old Boys en 1903; actualmente, en homenaje, el estadio cubierto del club lleva su nombre. Además, fue deportista, abogado, legislador, y militante del Partido Radical.

## Biografía
Es hijo del profesor Isaac Newell y de Anna Margareth Jockinsen institutores del Colegio Comercial Anglo Argentino. Su infancia y adolescencia transcurrieron en dicho Colegio donde recibió las enseñanzas necesaria para la vida de aquel entonces.
El deporte siempre fue una instrucción fundamental de aquella institución y en especial la práctica del fútbol. Esto llevó a la creación entre 1890-1895, como órgano interno del colegio, del Club Atlético Newell's School ente antecesor del actual club. Aquí los jóvenes, entre ellos Claudio, practicaba asiduamente este deporte.
Fue una figura prominente en la esfera deportiva, política y educativa a finales del siglo XIX y principios del XX. Nacido en una época marcada por el fervor futbolístico, Claudio representó al, actual, Club Atlético del Rosario jugando allí fútbol en 1986.
En el contexto educativo, su vinculación con el Colegio Comercial Anglo Argentino en 1899 fue crucial, participando en dos encuentros versus el Athletic Club Central Argentine Railway, actual Rosario Central. La enfermedad de su padre, Isacc Newell, en ese mismo año, llevó a Claudio a asumir la presidencia del colegio, marcando el comienzo de su compromiso con la educación.
El año 1900 marcó un nuevo capítulo en su vida al contraer matrimonio con Katie D. Cowell, una educadora cuyos lazos se extendían a los talleres del ferrocarril Central Argentino en la ciudad de Rosario. La década de 1900 también presenció la consolidación de su carrera legal, culminando en su graduación como abogado en 1905, momento a partir del cual se dedicó al ejercicio de su profesión.

Su contribución al ámbito deportivo se manifestó el 3 de noviembre de 1903 siendo fundador del Club Atlético Newell's Old Boys junto a otros exalumnos del Colegio Comercial Anglo Argentino, recibiendo el club su nombre en honor a Isaac Newell institutor del colegio  en 1884. También, en  1905, junto con José Hiriart, participó en el acto fundacional de la Liga Rosarina de Fútbol en el Hotel Britania, representando al C.A.N.O.B.. Además, ocupó la presidencia de este club entre 1907 y 1908; y fue presidente de la Liga Rosarina de Fútbol en 1910-1911 y 1916-1917consolidando su influencia en la escena futbolística local.

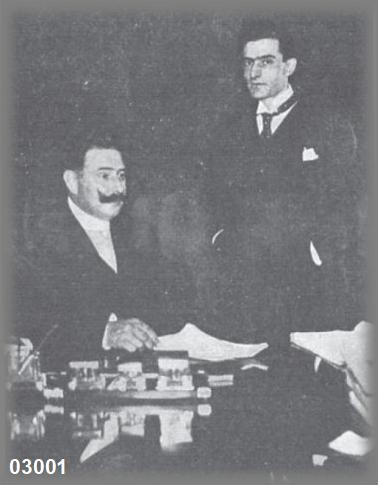
El Intendente de Rosario Dr. Claudio Newell en su despacho junto a su secretario el Dr. Rafael Bielsa (abuelo de Marcelo Bielsa) en 1921.

Su incursión en la política se materializó en la década de 1920, cuando se unió a las filas de la Unión Cívica Radical, destacándose como un político respetado y opositor al Intendente de la ciudad. No obstante, su paso más destacado en la política local fue su breve pero significativo mandato como intendente de Rosario entre febrero y mayo de 1921.
Durante su gestión, Newell enfrentó y resolvió conflictos gremiales, logrando acuerdos que evitaban la pérdida salarial para los trabajadores en días de huelga. Tuvo el honor de recibir el Monumento a Manuel Belgrano, emplazado en el Parque Independencia en reconocimiento a los servicios prestados al país por aquel prócer.
Posteriormente, continuó su carrera en el ámbito público, sirviendo como diputado nacional por la provincia de Santa Fe desde 1924 hasta 1928. A partir de 1928, desempeñó un papel relevante como presidente de la Comisión de Negocios Extranjeros del Congreso, contribuyendo a la diplomacia nacional.
Yacen y descansan sus restos en el Cementerio de Disidentes de Rosario, convirtiéndose en un punto de referencia histórico que perpetúa su legado en la memoria colectiva.